# Édouard Duplan
Édouard Duplan (Athis-Mons, 13 mei 1983) is een voormalig Frans profvoetballer die doorgaans in de aanval speelde.

## Carrière

### Frankrijk
In zijn thuisland kwam Duplan uit voor Caen, Viry Chatillon, Choisy-le-Roi en Clermont Foot. Laatstgenoemde club was zijn eerste club op professioneel niveau.

### RBC Roosendaal
Duplan werd in de zomer van 2006 door het toen uit de Eredivisie gedegradeerde RBC Roosendaal naar Nederland gehaald. Duplan tekende een eenjarig contract. In oktober 2006 werd de optie in Duplans contract gelicht, waardoor dat verlengd werd tot 2010. In totaal speelde hij twee jaar bij RBC Roosendaal. Daarin kwam hij tot 43 goals en 7 assists.

### Sparta Rotterdam
Duplan werd in 2007 echter overgenomen door Sparta Rotterdam, waar hij een contract voor vier seizoenen tekende. In Rotterdam kwam Duplan tot 81 wedstrijden in drie seizoenen. Daarin scoorde hij vijfmaal en gaf hij zeven assists. In het seizoen 2009/10 degradeerde Duplan met Sparta Rotterdam.

### FC Utrecht
Nadat hij in het seizoen 2009/2010 met Sparta Rotterdam gedegradeerd was, tekende hij in augustus 2010 een driejarig contract bij FC Utrecht. In Utrecht maakte Duplan in zijn eerste seizoen zowel in de UEFA Europa League als in de Eredivisie indruk. Dit leidde ook tot interesse uit de Serie A. Duplan speelde uiteindelijk vijf seizoenen voor FC Utrecht. Hij speelde 121 wedstrijden, waarin hij 27 doelpunten maakte en 17 assists gaf. De laatste twee seizoenen kampte Duplan met veel blessureleed. In zijn laatste seizoen droeg hij toch bij aan 13 doelpunten in 16 wedstrijden in de Eredivisie. Desondanks werd zijn contract niet verlengd.

### ADO Den Haag
In de zomer van 2015 tekende Duplan een contract voor drie seizoenen bij ADO Den Haag. In zijn eerste seizoen gaf hij liefst 14 assists, het meest van de competitie, meer dan onder meer Hakim Ziyech en Andres Guardado. Uiteindelijk kwam hij in Den Haag tot 84 wedstrijden, waarin hij vijf keer scoorde en 22 assists gaf. In de zomer van 2018 moest hij ADO Den Haag transfervrij verlaten.

### Sparta Rotterdam
In juli 2018 tekende Duplan een contract voor een jaar bij Sparta Rotterdam. De club waar hij tussen 2007 en 2010 ook al voor uit kwam. Duplan kwam dit jaar tot 12 wedstrijden voor de club uit Spangen. Na het seizoen waarin Duplan met Sparta, via de Play-offs promoveerde naar de Eredivisie, maakte Sparta bekend dat zijn aflopende contract niet zal worden verlengd. Na Sparta ging hij voetballen bij Derde Divisionist Westlandia, waar hij zelf besloot om na één seizoen te stoppen.

## Clubstatistieken
| Seizoen         | Club             | Competitie      | Competitie | Competitie | Beker | Beker | Internationaal | Internationaal | Overig | Overig | Totaal | Totaal |
| Seizoen         | Club             | Competitie      | Wed.       | Dlp.       | Wed.  | Dlp.  | Wed.           | Dlp.           | Wed.   | Dlp.   | Wed.   | Dlp.   |
| --------------- | ---------------- | --------------- | ---------- | ---------- | ----- | ----- | -------------- | -------------- | ------ | ------ | ------ | ------ |
| 2004/05         | Clermont Foot    | Ligue 2         | 2          | 0          | 1     | 0     | 0              | 0              | 0      | 0      | 3      | 0      |
| 2005/06         | Clermont Foot    | Ligue 2         | 19         | 3          | 1     | 0     | 0              | 0              | 0      | 0      | 20     | 3      |
| 2006/07         | RBC Roosendaal   | Eerste divisie  | 36         | 6          | 3     | 1     | 0              | 0              | 0      | 0      | 39     | 6      |
| 2007/08         | RBC Roosendaal   | Eerste divisie  | 4          | 1          | 0     | 0     | 0              | 0              | 0      | 0      | 4      | 1      |
| 2007/08         | Sparta Rotterdam | Eredivisie      | 12         | 0          | 0     | 0     | 0              | 0              | 0      | 0      | 12     | 0      |
| 2008/09         | Sparta Rotterdam | Eredivisie      | 31         | 3          | 2     | 0     | 0              | 0              | 0      | 0      | 33     | 3      |
| 2009/10         | Sparta Rotterdam | Eredivisie      | 31         | 2          | 4     | 0     | 0              | 0              | 1      | 0      | 36     | 2      |
| 2010/11         | FC Utrecht       | Eredivisie      | 30         | 5          | 5     | 1     | 8              | 1              | 0      | 0      | 43     | 7      |
| 2011/12         | FC Utrecht       | Eredivisie      | 27         | 7          | 0     | 0     | 0              | 0              | 0      | 0      | 27     | 7      |
| 2012/13         | FC Utrecht       | Eredivisie      | 22         | 4          | 1     | 0     | 0              | 0              | 4      | 2      | 27     | 6      |
| 2013/14         | FC Utrecht       | Eredivisie      | 5          | 0          | 1     | 0     | 2              | 0              | 0      | 0      | 8      | 0      |
| 2014/15         | FC Utrecht       | Eredivisie      | 16         | 7          | 0     | 0     | 0              | 0              | 0      | 0      | 16     | 7      |
| 2015/16         | ADO Den Haag     | Eredivisie      | 31         | 3          | 1     | 0     | 0              | 0              | 0      | 0      | 32     | 3      |
| 2016/17         | ADO Den Haag     | Eredivisie      | 33         | 2          | 3     | 0     | 0              | 0              | 0      | 0      | 36     | 2      |
| 2017/18         | ADO Den Haag     | Eredivisie      | 13         | 0          | 1     | 0     | 0              | 0              | 2      | 0      | 16     | 0      |
| 2018/19         | Sparta Rotterdam | Eerste divisie  | 11         | 0          | 1     | 0     | 0              | 0              | 0      | 0      | 12     | 0      |
| Carrière totaal | Carrière totaal  | Carrière totaal | 323        | 43         | 24    | 2     | 10             | 1              | 7      | 2      | 364    | 48     |